# Idiops gracilipes
Espèce
Synonymes
- Acanthodon gracilipes Hewitt, 1919

Idiops gracilipes est une espèce d'araignées mygalomorphes de la famille des Idiopidae.

## Distribution
Cette espèce est endémique du Cap-Oriental en Afrique du Sud,.

## Description
Le mâle holotype mesure 13 mm.

## Publication originale
- Hewitt, 1919 : Descriptions of new South African Araneae and Solifugae. Annals of the Transvaal Museum, vol. 6, no 3, p. 63-111 (texte intégral).